# Liste d'abréviations de l'aéronautique
Les abréviations sont souvent employées en aéronautique, voici les principales sous forme de tableau avec l'abréviation, la signification anglaise et la traduction française pour les abréviations anglophones et bien sûr l'abréviation et sa signification pour celles francophones. Elles sont classées par lettres alphabétiques dans la mesure du possible.
- Haut – A
- B
- C
- D
- E
- F
- G
- H
- I
- J
- K
- L
- M
- N
- O
- P
- Q
- R
- S
- T
- U
- V
- W
- X
- Y
- Z

## A
| Abréviation | Signification                                             | Traduction en français                                                                             |
| ----------- | --------------------------------------------------------- | -------------------------------------------------------------------------------------------------- |
| A           | Attack                                                    | Attaque (France, Suède, États-Unis)                                                                |
| A-W         | AgustaWestland                                            | |
| AAAF        | Association aéronautique et astronautique de France       | |
| AAAW        | Advanced Anti Armour Missile                              | Missile antichar amélioré                                                                          |
| AAL         | Above Airport Level                                       | Altitude au-dessus de l'aéroport.                                                                  |
| AAM         | Air to Air Missile                                        | Missile Air-Air                                                                                    |
| AAR         | Air to Air Refuelling                                     | Ravitaillement en vol                                                                              |
| AB          | Air Base                                                  | Base aérienne                                                                                      |
| AC          |                                                           | Avion de transport modifié en avion d'appui tactique comme le Lockheed AC-130 Spectre (États-Unis) |
| ACAS        | Airborne Collision Avoidance System (en)                  | Système d'évitement de collision aérienne                                                          |
| ACC         | Area Control Center                                       | Centre de contrôle régional                                                                        |
| ACM         | Advanced Cruise Missile                                   | Missile de croisière amélioré AGM-129 ACM                                                          |
| AD          | Aerodrome / airworthiness directive                       | Aérodrome / Consigne de navigabilité                                                               |
| ADAC        | Avion à Décollage et Atterrissage Court                   | Équivalent de STOL en anglais                                                                      |
| ADAV        | Avion à Décollage et Atterrissage Vertical                | Équivalent de VTOL en anglais                                                                      |
| ADC         | Aerospace Defense Command                                 | Commandement de la défense aérienne (États-Unis)                                                   |
| ADD         | Aviatsiya Dal'nevo Deistviya                              | Aviation de bombardement à long rayon d'action (Russie)                                            |
| ADF         | Automatic Direction Finder                                | Radiocompas                                                                                        |
| ADV         | Air Défense Variant                                       | Variante de défense aérienne du Panavia Tornado                                                    |
| AEW         | Airbone Early Warning                                     | Alerte aérienne avancée                                                                            |
| AEW&C       | Airbone Early Warning and Control                         | Alerte et contrôle aérien avancé                                                                   |
| AFB         | US Air Force Base                                         | Base aérienne de l'US Air Force                                                                    |
| AFIS        | Airport Flight Information Service                        | Aérodrome Flight Information Service, ayant un services d'information de vol et d'alerte.          |
| AGB         | accessory gearbox                                         | Boîtier d'entraînement des accessoires                                                             |
| AGM         | Air to Ground Missile                                     | Missile Air-Sol                                                                                    |
| AH          | Army Helicopter                                           | Hélicoptère militaire (États-Unis)                                                                 |
| AH          | Attack helicopter                                         | Hélicoptère d'attaque (États-Unis)                                                                 |
| AHIP        | Army Helicopter Improvement Programme                     | Programme d'amélioration des hélicoptères militaires qui a abouti au Bell OH-58D Kiowa             |
| AIL         |                                                           | Contre-mesures électroniques                                                                       |
| AIM         | Air Interception Missile                                  | Missile air-air                                                                                    |
| AIP         | Aeronautical Information Publication                      | Publication d’information aéronautique                                                             |
| AJ          |                                                           | Chasseur d'attaque (Suède)                                                                         |
| ALARM       | Air-Launched Anti-Radiation Missile                       | Missile air-sol anti-radar                                                                         |
| ALAT        | Aviation légère de l'armée de terre                       | |
| ALCM        | Air-Launched Cruise Missile                               | Missile de croisière lancé depuis un avion                                                         |
| ALQ         |                                                           | Avion piloté, contre-mesures actives                                                               |
| ALR         |                                                           | Avion piloté, contre-mesures passives                                                              |
| AMI         | Aeronautica Militare Italiana                             | Force aérienne italienne                                                                           |
| AMI         | Avionique modulaire intégrée                              | |
| AMRAAM      | Advanced Medium-Range Air to Air Missile                  | Missile air air amélioré de moyenne portée                                                         |
| AMSL        | Above mean sea level                                      | Altitude par rapport au niveau de la mer (altimètre au QNH)                                        |
| AMST        | Advanced Medium STOL Transport (en)                       | Projet américain d'avion de transport STOL moyen n'ayant pas abouti                                |
| An          | Antonov                                                   | Bureau d'Étude Antonov (Russie)                                                                    |
| ANG         | Air National Guard                                        | Garde nationale aérienne                                                                           |
| AOA         | Angle of attack                                           | Angle d'incidence (aérodynamique)                                                                  |
| APACHE      | Armement propulsé à charges éjectables                    | |
| APG         | voir Système de description des équipements électroniques | Famille de radar aéroporté de conduite de tir comme les APG-63 et APG-70                           |
| APQ         | voir Système de description des équipements électroniques | Famille de radar aéroporté multimission comportant notamment le APQ-181                            |
| APS         | voir Système de description des équipements électroniques | Famille de radar aéroporté de détermination de distance, azimut et de suivi comme le APS-13 (en)   |
| APY         | voir Système de description des équipements électroniques | Radar aéroporté de surveillance et de contrôle pour le système AWACS du Boeing P-8 Poseidon        |
| ARM         | Anti-Radiation Missile                                    | Missile anti-radar                                                                                 |
| AS&C        | Airbone Surveillance and Control                          | Surveillance et contrôle embarqué sur avion                                                        |
| ASFC        | Above surface                                             | Hauteur par rapport au sol, indiquée par un altimètre calé au QFE                                  |
| ASM         | Air-to-surface missile                                    | Missile tiré depuis un avion sur une cible en « surface » (mer ou sol)                             |
| ASM         | Anti Ship Missile                                         | Missile antinavire                                                                                 |
| ASMP        | Air-Sol Moyenne Portée                                    | Missile de croisière Air-Sol Moyenne Portée                                                        |
| ASRAAM      | Advanced Short-Range Air to Air Missile                   | AIM-132 ASRAAM, missile air-air américain                                                          |
| ASV         | Anti-Surface Vessel                                       | Destiné à l'attaque de navires de surface                                                          |
| ASVW        | Anti-Surface Vessel Warfare                               | Lutte anti-navire de surface                                                                       |
| ASW         | Anti-Submarine Warfare                                    | Lutte anti-sous-marine                                                                             |
| AT          | Attack and training                                       | Attaque et entraînement (États-Unis)                                                               |
| ATD         | Actual Time of Departure                                  | Heure réelle de départ                                                                             |
| ATFM        | Airway Traffic Flow Management                            | Gestion des flux de trafic aérien                                                                  |
| ATGW        | Anti-Tank Guided Weapon                                   | Arme guidée antichar comme le FGM-148 Javelin                                                      |
| ATO         | Assisted take-off                                         | Décollage assisté                                                                                  |
| ATO         | Approved Training Organisation                            | Organisme de formation agréé                                                                       |
| AV          |                                                           | Désigne un avion d'attaque à décollage vertical (États-Unis)                                       |
| AVLF        | Airbone Very Low Frequency                                | Système de communication très basse fréquence                                                      |
| AWACS       | Airbone Warning And Control System                        | Système de détection et de commandement aéroporté                                                  |
| AWG         | voir Système de description des équipements électroniques | Radar aéroporté dédié au guidage de missile comme le AN/AWG-9 embarqué sur F-14 Tomcat             |
| AZBA        | Activité des Zones de Basse Altitude                      | Cartes indiquant l'activité dans le réseau très basse altitude (RTBA)                              |

## B
| Abréviation | Signification                             | Traduction en français                                            |
| ----------- | ----------------------------------------- | ----------------------------------------------------------------- |
| B           | Bombardier (préfixe)                      | Préfixe désignant un bombardier                                   |
| BAC         | British Aircraft Corporation              | British Aircraft Corporation                                      |
| BAe         | British Aerospace                         | BAE Systems                                                       |
| BAN         | Base Aéro-Navale                          |                                                                   |
| Be          | Beriev                                    | Bureau d'étude Beriev (Russie)                                    |
| BEA         | Bureau d'Enquêtes et d'Analyses           |                                                                   |
| BERP        | British Experimental Rotor Programme (en) | Programme britannique pour l'amélioration des voilures tournantes |
| BGL         | Bombe guidée laser                        | (France, équivalent de LGB en anglais)                            |
| BLC         | Boundary-Layer Control (en)               | Contrôle de la Couche limite                                      |

## C
| Abréviation | Signification                                    | Traduction en français                                                                             |
| ----------- | ------------------------------------------------ | -------------------------------------------------------------------------------------------------- |
| C           | Cargo (Préfixe)                                  | Préfixe des avions de transport comme le Alenia C-27J Spartan (Japon, États-Unis)                  |
| C           |                                                  | Chasseur (Espagne, France)                                                                         |
| CAA         | Civil Aeronautics Administration (en)            | Prédécesseur de la FAA                                                                             |
| CAA         | Civil Aeronautics Administration (en)            | Équivalent de la DGAC à Taïwan                                                                     |
| CAAC        | Civil Aviation Administration of China           | Équivalent de la DGAC en Chine                                                                     |
| CAC         | Chengdu Aircraft Corporation                     | Entreprise chinoise                                                                                |
| CAF         | Canadian Air Force                               | Force aérienne canadienne                                                                          |
| CALCM       | Conventional-Armed Air Launched Cruise Missile   | Missile de croisière conventionnel lancé d'un avion : voir AGM-86C CALCM                           |
| CAP         | Combat air patrol                                | Patrouille aérienne de combat                                                                      |
| CAP         | Civil Air Patrol                                 | Entité bénévole américaine dédiée à l'éducation aéronautique et à des services d'intérêt nationaux |
| CAS         | Close Air Support                                | Appui aérien rapproché                                                                             |
| CASA        | Civil Aviation Safety Authority (en)             | Équivalent de la DGAC en Australie                                                                 |
| CASA        | Construcciones Aeronáuticas Sociedad Anónima     | Entreprise espagnole qui est devenue EADS CASA                                                     |
| CATOBAR     | Catapult Assisted Take Off But Arrested Recovery | Type de porte-avions                                                                               |
| CAVOK       | Ceiling and Visibility OK                        | Plafond et visibilité OK                                                                           |
| CBLS        | Carrier Bomb Light Stores                        | Transport de bombes d'entraînement, équipement du Jaguar                                           |
| CC          |                                                  | Avion de transport comme le BAe 125 (Royaume-Uni)                                                  |
| CC          |                                                  | Avion de passager comme le Boeing CC-137 (Canada)                                                  |
| CF          |                                                  | Chasseur comme le CF-18 Hornet (Canada)                                                            |
| CFS         | Central Flying School                            | École des instructeurs de pilotage au Royaume-Uni                                                  |
| CFT         | Conformal Fuel Tank                              | Réservoir conforme                                                                                 |
| CH          |                                                  | Hélicoptère comme le AgustaWestland CH-149 Cormorant (en) (Canada)                                 |
| CH          | Cargo helicopter                                 | Hélicoptère de transport comme le Sikorsky CH-53 Sea Stallion (États-Unis)                         |
| CHAIC       | CHanghe Aircraft Industries Corporation          | Entreprise chinoise spécialisée dans la construction d'hélicoptère                                 |
| COD         | Carrier Onboard Delivery                         | Avion capable de livraisons de fret ou de passager à bord des porte-avions                         |
| COIN        | COunter INsurgency                               | Lutte anti-guérilla                                                                                |
| CP          |                                                  | Avion de patrouille comme le Lockheed CP-140 Aurora (Canada)                                       |
| CSAR        | Combat Search And Rescue                         | Recherche et sauvetage au combat                                                                   |
| CT          |                                                  | Avion d'entraînement comme le Canadair CT-114 Tutor (Canada)                                       |
| CTR         | Control traffic Region                           | Contrôle Terminale Région                                                                          |

## D
| Abréviation | Signification                           | Traduction en français                                                                                 |  |
| ----------- | --------------------------------------- | --- |  |
| D           | Dalnii                                  | Avion à long rayon d'action comme le Iliouchine DB-3 (Russie)                                          |  |
| DAD         | Design Approval Document                | Document d’approbation de la conception                                                                |  |
| DAS         | Defensive Aids Suite (en)               | Mesures d'autoprotection                                                                               |  |
| DC          |                                         | Avion de transport modifié pour le guidage d'engins sans pilote comme le Lockheed DC-130H (États-Unis) |  |
| DGAC        | Direction générale de l'Aviation civile | |  |
| DF          |                                         | Avion de chasse modifié pour le guidage d'engins sans pilote comme le DF-80A (États-Unis)              |  |
| DHI         | Daewoo Heavy Industries                 | Entreprise sud-coréenne                                                                                |  |
| DME         | Distance Measuring Equipment            | Système de mesure de distance entre un avion et une station au sol                                     |  |
| DTI         |                                         | Direction Technique et Industrielle de l’Aéronautique (service du Ministère de l'Air)                  |  |
| DTO         | Declared Training Organisation          | Organisme de formation déclaré                                                                         |  |

## E
| E       | Electronic                            | Avion de surveillance aérienne comme le Grumman E-2 Hawkeye (États-Unis)                                                       |   |    |  |                                                                                    |
| E       |                                       | Entraînement (Espagne) |   |    |  |                                                                                    |
| E-O     | Electro-Optical (en)                  | Équipement électro-optique |   |    |  |                                                                                    |
| EA      |                                       | Avion d'attaque modifié pour la guerre électronique comme le Grumman EA-6 Prowler (États-Unis)                                 | - | EB |  | Bombardier modifié pour la guerre électronique comme le Douglas EB-66 (États-Unis) |
| EC      |                                       | Avion de transport modifié pour la guerre électronique comme le Lockheed EC-121 Warning Star (États-Unis)                      |   |    |  |                                                                                    |
| ECM     | Electronic Counter Measures           | Contre-mesures électroniques                                                                                                   |   |    |  |                                                                                    |
| ECR     | Electronic Combat and Reconnaissance  | Variante d'avion pour la guerre électronique (Panavia Tornado par exemple)                                                     |   |    |  |                                                                                    |
| EdA     | Ejercito del Aire                     | Force aérienne espagnole |   |    |  |                                                                                    |
| EF      | Electronique Fighter                  | Avion de chasse modifié pour la guerre électronique comme le General Dynamics EF-111A Raven (États-Unis)                       |   |    |  |                                                                                    |
| EFIS    | Electronic flight instrument system   | Système d'instruments de vol électronique                                                                                      |   |    |  |                                                                                    |
| EKA     |                                       | Avion d'attaque modifié pour la guerre électronique et le ravitaillement en vol comme le Douglas EKA-3 Skywarrior (États-Unis) |   |    |  |                                                                                    |
| ELINT   | ELectronic INTelligence               | Espionnage électronique |   |    |  |                                                                                    |
| EMBRAER | EMpresa BRasiliera de AERonautique    | Entreprise aéronautique brésilienne                                                                                            |   |    |  |                                                                                    |
| ENAER   | Empresa Nacional de AERonautique (en) | Entreprise nationale aéronautique chilienne                                                                                    |   |    |  |                                                                                    |
| EP      |                                       | Patrouilleur modifié pour la guerre électronique comme le Lockheed EP-3 Orion (États-Unis)                                     |   |    |  |                                                                                    |
| ESM     | Electronic Support Measures           | Mesures de surveillance électronique                                                                                           |   |    |  |                                                                                    |
| ESSS    | External Store Support System         | Point d'emport externe |   |    |  |                                                                                    |
| ETA     | Estimated time of arrival             | Heure d'arrivée estimée |   |    |  |                                                                                    |
| ETD     | Expected time of departure            | Heure de départ prévue |   |    |  |                                                                                    |
| EW      | Electronic Warfare                    | Guerre électronique |   |    |  |                                                                                    |

## F Ô N
| Abréviation | Signification                        | Traduction en français                                                                                  |
| ----------- | ------------------------------------ | --- |
| F           | Fighter                              | Préfixe pour chasseur (Exemple: McDonnell Douglas F-4 Phantom II, Northrop F-5 Freedom Fighter)         |
| F           |                                      | Poussée accrue (Russie)                                                                                 |
| FA          | Front Aviation                       | Aviation tactique du front (Russie)                                                                     |
| FAA         | Federal Aviation Administration      | Agence gouvernementale américaine chargé des transports aériens                                         |
| FAC         | Forward air control (en)             | Contrôle aérien avancé (sur le front)                                                                   |
| FAC         | Forward Air Controller (en)          | Directeur du contrôle aérien                                                                            |
| FB          | Fighter-bomber                       | Chasseur bombardier comme le projet Lockheed Martin FB-22 Strike raptor (en) (États-Unis)               |
| FETT        | First Engine To Test                 | |
| FFAR        | Folding-Fin Aerial Rocket            | Modèle de roquettes à ailettes repliables                                                               |
| FG          | Fighter/Ground attack                | Chasseur d'attaque au sol comme le FG1 Phantom (Royaume-Uni)                                            |
| FGR         | Fighter/Ground attack/Reconnaissance | Chasseur d'attaque au sol et reconnaissance FGR2 Phantom (Royaume-Uni)                                  |
| FIS         | Fighter Interceptor Squadron         | Escadron d'interception                                                                                 |
| FIW         | Fighter Interceptor Wing             | Chasseur d'interception                                                                                 |
| FLI         | Fighter Lead-In trainer              | Chasseur d'entraînement capable d'émuler une partie des capacités d'un chasseur comme l'Aermacchi M-346 |
| FLIR        | Forward looking infrared             | Capteur infrarouge à balayage frontal                                                                   |
| FR          | Flight Refuelling                    | Ravitaillement en vol                                                                                   |
| FR          | Fighter/Reconnaissance               | Chasseur de reconnaissance comme le Gloster Meteor FR.9 (Royaume-Uni)                                   |
| FRS         | Fighter/Reconnaissance/Strike        | Chasseur reconnaissance et frappe (Royaume-Nui)                                                         |
| FST         |                                      | Chasseur et entraînement supersonique (Japon)                                                           |
| FTS         | Flying Training School               | École d'entraînement au pilotage                                                                        |

## G
| Abréviation | Signification                    | Traduction en français                                                          |
| ----------- | -------------------------------- | ------------------------------------------------------------------------------- |
| GA          | Ground Attack                    | Attaque au sol (Royaume-Uni)                                                    |
| GAU         | Gun Aircraft Unity               | Série de canons pour avion comme le GAU-8 Avenger                               |
| GE          | General Electric                 | Entreprise américaine                                                           |
| GR          | Ground-attack and Reconnaissance | Avion de reconnaissance et attaque au sol comme le Hawker Siddeley Harrier GR.3 |
| GPS         | global position système          | système de positionnement global                                                |

## H
| Abréviation | Signification                             | Traduction en français                                                                                                |
| ----------- | ----------------------------------------- | --- |
| H           |                                           | Hélicoptère (États-Unis)                                                                                              |
| HAC         | Hélicoptère anti-char                     | Version anti-char de l'EC665 Tigre                                                                                    |
| HAL         | Hindustan Aeronautics Limited             | Entreprise de indienne                                                                                                |
| HAMC        | Harbin Aircraft Manufacturing Corporation | Entreprise chinoise                                                                                                   |
| HAP         | Hélicoptère d'Appui et de Protection      | Version de l'EC665 Tigre                                                                                              |
| HAR         | Helicopter, Air Rescue                    | Hélicoptère de sauvetage comme le Westland Sea King HAR3 (Royaume-Uni)                                                |
| HARM        | High-speed Anti-Radiation Missile         | Missile anti-radar à grande vitesse                                                                                   |
| HAS         | Helicopter, Anti-Submarine                | Hélicoptère Anti Sous-marin (Royaume-Uni)                                                                             |
| HC          | Helicopter, Cargo                         | Hélicoptère Cargo comme le CH-53E Super Stallion (transport) (États-Unis)                                             |
| HC          |                                           | Avion de transport adapté aux missions de sauvetage comme le Lockheed HC-130 (États-Unis)                             |
| HCC         | Helicopter, Communications                | Hélicoptère de Communication comme le Eurocopter Twin Squirrel HCC1 (Royaume-Uni)                                     |
| HCP         | Hélicoptère de Combat Polyvalent          | Version de l'EC665 Tigre                                                                                              |
| HF          | Hindustan Fighter                         | Chasseur (Inde) |
| HH          |                                           | Hélicoptère de sauvetage et récupération comme le HH-65 Dolphin (États-Unis)                                          |
| Hi          | Hight                                     | Hauteur |
| HJT         | Hindustan Jet Trainer                     | Avion d'entraînement à réaction (Inde)                                                                                |
| HMA         | Helicopter Maritime Attack                | Hélicoptère maritime d'attaque comme le Lynx HMA.8 (Royaume-Uni)                                                      |
| HOT         | Haut subsonique Optiquement Téléguidé     | Missile subsonique à guidage optique tiré d'un tube                                                                   |
| HSA         | Hawker Siddeley Aviation                  | Entreprise britannique                                                                                                |
| HT          | Helicopter, Training                      | Hélicoptère d'entraînement comme le Gazelle HT.3 (Royaume-Uni)                                                        |
| HU          | Helicopter, Utility                       | Hélicoptère multirôle comme le Westland Wessex HU5C (Royaume-Uni)                                                     |
| HUD         | Head-Up Display                           | Affichage tête haute (Dispositif permettant au pilote d'avoir la vision des instruments tout en regardant face à lui) |

## I
| Abréviation | Signification                                         | Traduction en français                                                      |
| ----------- | ----------------------------------------------------- | --------------------------------------------------------------------------- |
| IAI         | Israel Aircraft Industries                            | Entreprise israélienne                                                      |
| IA-PVO      | Istrebitel'naya Aviatsiya Protivo-Vozdushnaya Oborona | Force d'interception de Russie                                              |
| ICH         | Improved Cargo Helicopter[réf. souhaitée]             | Hélicoptère de transport amélioré                                           |
| IDS         | InterDictor Strike                                    | Interdiction aérienne et bombardement (version spéciale du Panavia Tornado) |
| IFF         | Identification, friend or foe                         | Identification, ami ou ennemi                                               |
| IFR         | Instrument flight rules                               | Vol aux instruments                                                         |
| ILS         | Instrument landing system                             | Système d'atterrissage aux instruments                                      |
| IR          | Infrarouge                                            |                                                                             |

## J
| Abréviation | Signification                                        | Traduction en français                                                                                 |
| ----------- | ---------------------------------------------------- | --- |
| J           |                                                      | Chasseur (Suède)                                                                                       |
| JA          |                                                      | Chasseur d'attaque (Suède)                                                                             |
| JASDF       | Japanese Air Self-Defense Force                      | Force aérienne d'autodéfense japonaise                                                                 |
| JASSM       | Joint Air to Surface Stand-off                       | Nom d'un missile de croisière américain signifiant « Missile air-surface tiré à distance de sécurité » |
| JATO        | Jet Assisted Take-Off                                | Décollage assisté par réaction (voir aussi RATO)                                                       |
| JDAM        | Joint Direct Attack Munition                         | Munition à guidage GPS ajouté                                                                          |
| JMSDF       | Japan Maritime Self-Defense Force                    | Force maritime d'autodéfense japonaise                                                                 |
| JSOW        | Joint Stand-off Weapon                               | Nom d'une bombe planante à sous-munitions produite par les États-Unis                                  |
| JVX         | Joint-service Vertical take-off/landing Experimental | Nom du projet d'avion convertible à rotors basculants ayant donné naissance au Boeing-Bell V-22 Osprey |

## K
| Abréviation | Signification               | Traduction en français                                                                              |
| ----------- | --------------------------- | --------------------------------------------------------------------------------------------------- |
| K           | Kerosene                    | Désigne un avion ravitailleur en vol comme le Boeing KC-135 Stratotanker (Royaume-Uni, États-Unis)  |
| Ka          | Kamov                       | Bureau d'étude Kamov (Russie)                                                                       |
| KA          |                             | Avion d'attaque modifié pour ravitailler en vol comme le Douglas KA-3 (États-Unis)                  |
| KAI         | Korean Aerospace industries | Entreprise sud-coréenne                                                                             |
| KB          |                             | Bombardier modifié pour ravitailler en vol comme le Boeing KB-50 (États-Unis)                       |
| KC          |                             | Avion de transport modifié pour ravitailler en vol comme le Boeing KC-135 Stratotanker (États-Unis) |

## L
| Abréviation | Signification                                        | Traduction en français |
| ----------- | ---------------------------------------------------- | --- |
| L           |                                                      | Equipé d'un radar (Russie) |
| LABS        | Low Altitude Bombing System (en)                     | Système de bombardement à basse altitude                                                                                      |
| LAMPS       | Light Airbone Multi-Purpose System                   | Système aérien léger multi-fonctions                                                                                          |
| LANTIRN     | Low Altitude Navigation Targeting InfraRed for Night | Système de navigation et ciblage nocturne à basse altitude par infrarouge                                                     |
| LC          |                                                      | Avions de transports modifiés pour opérer dans l'Arctique ou l'Antarctique comme le Lockheed LC-130 (États-Unis)              |
| LERX        | Leading-Edge Root eXtension                          | Apex, surface permettant de créer de la portance tourbillonnaire à forte incidence                                            |
| LGB         | Laser-Guided Bomb                                    | Bombe guidée par laser |
| LHTEC       | Light Helicopter Turbine Engine Company (en)         | Coentreprise entre Rolls-Royce et Honeywell dans le domaine des turbines pour hélicoptère léger                               |
| LHX         | Light Helicopter eXperimental                        | Programme visant à remplacer les hélicoptères légers américains et ayant mené au RA-66 Commanche                              |
| LIFT        | Lead-In Fighter Trainer                              | Avion d'entraînement permettant une formation complète jusqu'à un avion de combat.                                            |
| LLTV        |                                                      | Système de télévision par faible luminosité[réf. souhaitée]                                                                   |
| LLTV        | Lunar Landing Training Vehicle                       | Véhicule d'entrainement à l'atterrissage lunaire                                                                              |
| LLLTV       |                                                      | Système de télévision par très faible luminosité[réf. souhaitée]                                                              |
| Lo          | Low                                                  | Bas |
| LP          |                                                      | Avion de patrouille maritime modifié pour les conditions arctique ou antarctique comme le Lockheed LP-2J Neptune (États-Unis) |
| LR          |                                                      | Liaison et reconnaissance comme le Mitsubishi LR1 (Japon)                                                                     |
| LRIP        | Low-Rate Initial Production (en)                     | Production initiale non prioritaire                                                                                           |
| LRMTS       | Laser Rangefinder and Marked Target Seeker           | Système laser d'acquisition de cible marquée et de définition de distance présent sur Panavia Tornado                         |

## M
| Abréviation | Signification                               | Traduction en français                                                                                   |
| ----------- | ------------------------------------------- | --- |
| M           |                                             | Modifié (Russie)                                                                                         |
| MAC         | Mean Aerodynamic Chord                      | corde aérodynamique moyenne                                                                              |
| MAC         | Mid Air Collision                           | Collision en vol                                                                                         |
| MAC         | Military Airlift Command (en)               | Commandement militaire (États-Unis) chargé du transport aérien (inactif)                                 |
| MAC         | Merchant aircraft carriers (en)             | Cargos transformés en porte-avions durant la deuxième guerre mondiale par les Anglais et les Néerlandais |
| MAC         | Military Aircraft Command[réf. souhaitée]   | Commandement militaire (aviation)                                                                        |
| MAD         | MagnétoAéroDynamique                        | Contrôle de l'écoulement des gaz par des forces électromagnétiques                                       |
| MAD         | Magnetic Anomaly Detector                   | Détecteur d'anomalies magnétiques                                                                        |
| MATS        | Military Air Transport Service              | Commandement militaire (États-Unis) chargé des transports (inactif)                                      |
| MBB         | Messerschmitt Bölkow Blohm                  | Entreprise allemande                                                                                     |
| McDD        | McDonnell Douglas                           | Entreprise américaine racheté par Boeing                                                                 |
| MCM         | Mine Counter Measures                       | Mesures anti-mines                                                                                       |
| MEL         | Minimum Equipment List (en)                 | Liste d'équipement minimum pour pouvoir voler                                                            |
| MiG         | Mikoyan-Gourevitch                          | Bureau d'étude Mikoyan-Gourevitch (Russie)                                                               |
| Mi          | Московский вертолетный завод им. М. Л. Миля | Bureau d'étude Mil (Russie)                                                                              |
| MLU         | Mid-life update (en)                        | Mise à jour en milieu de vie                                                                             |
| MMS         | Mast-Mounted Sight                          | Boule optronique montée sur le mât du rotor comme sur le Bell OH-58 Kiowa                                |
| MMW         | MilliMetric Wave                            | Ondes très hautes fréquences                                                                             |
| MOC         | Minimum Obstacle Clearance                  | Marge de franchissement d'obstacles                                                                      |
| MPA         | Maritime Patrol Aircraft                    | Patrouilleur maritime                                                                                    |
| MR          | Maritime Reconnaissance                     | Engin de reconnaissance maritime comme le Avro Shackleton MR1 (Royaume-Uni)                              |
| MRA         | Minimum reception altitude (en)             | Altitude minimale de réception                                                                           |
| MRA         | Maritime Reconnaissance and Attack          | Engin de reconnaissance et de combat comme le Falcon 2000 MRA (Royaume-Uni)                              |
| MRCA        | Multi-Role Combat Aircraft                  | Avion de combat polyvalent (ou avion multirôle)                                                          |
| MRT         | Multi-Role Transport[réf. souhaitée]        | Transporteur polyvalent                                                                                  |
| MRTT        | Multi-Role Tanker Transport                 | Ravitailleur et transporteur polyvalent                                                                  |
| MSN         | Manufacturer Serial Number                  | Numéro de série du fabricant                                                                             |
| MTU         | Motoren und Turbinen Union                  | Entreprise allemande dont le nom est devenu MTU Aero Engines                                             |

## N
| Abréviation | Signification                                    | Traduction en français                                                                         |
| ----------- | ------------------------------------------------ | ---------------------------------------------------------------------------------------------- |
| N-G         | Northrop Grumman                                 | Entreprise américaine                                                                          |
| NAA         | National aviation authority (en)                 | Autorité nationale aéronautique                                                                |
| NAMC        | Nanchang Aircraft Manufacturing Corporation (en) | Entreprise chinoise, filiale d'AVIC                                                            |
| NAMC        | Nihon Aircraft Manufacturing Corporation (en)    | Entreprise japonaise démantelée le 23 mars 1983                                                |
| NAS         | Naval Air Station                                | Base aéronavale                                                                                |
| NASA        | National Aeronautique and Space Administration   | Administration nationale de l'aéronautique et de l'espace aux États-Unis                       |
| NATO        | North Atlantic Treaty Organisation               | Organisation du traité de l'Atlantique nord (voir OTAN)                                        |
| NB          |                                                  | Bombardier transformé pour essais spéciaux par exemple le NB-52B (États-Unis)                  |
| NFH         | NATO Frigate Helicopter                          | Version de l'hélicoptère NH-90 embarqué sur frégate                                            |
| NKC         |                                                  | Transport et ravitailleur transformé pour essais spéciaux comme le Boeing NKC-135 (États-Unis) |
| NOTAR       | NO TAil Rotor                                    | Architecture d'hélicoptère sans rotor anti couple                                              |

## O
| Abréviation | Signification                                           | Traduction en français                                                         |
| ----------- | ------------------------------------------------------- | ------------------------------------------------------------------------------ |
| O           |                                                         | Observation comme le O-1 Bird Dog (États-Unis)                                 |
| OACI        | Organisation de l'aviation civile internationale        |                                                                                |
| OH          |                                                         | Hélicoptère d'observation comme le OH-6 (Japon, États-Unis)                    |
| OFAC        | Office fédéral de l'aviation civile                     | Équivalent de la DGAC en Suisse                                                |
| ONERA       | Office national d'études et de recherches aérospatiales |                                                                                |
| OSD         | Out-of-Service Date                                     | Date de sortie pour révision ou remisage                                       |
| OTAN        | Organisation du traité de l'Atlantique nord             | Équivalent français de NATO                                                    |
| OV          |                                                         | Avion américain d'observation à décollage court, exemple : Grumman OV-1 Mohawk |

## P
| Abréviation | Signification                      | Traduction en français                                                      |
| ----------- | ---------------------------------- | --------------------------------------------------------------------------- |
| P           | Patrol                             | Avion de patrouille océanique comme le P-2 Neptune (Japon, États-Unis)      |
| P           |                                    | Intercepteur par exemple le MiG-25P (Russie)                                |
| PC          | Post-combustion                    |                                                                             |
| P&W         | Pratt and Whitney                  | Entreprise américaine                                                       |
| P&WC        | Pratt and Whitney Canada           | Entreprise canadienne                                                       |
| PAC         | Pakistan Aeronautical Complex (en) | Entreprise pakistanaise                                                     |
| PAC         | Pacific Aerospace Corporation      | Entreprise néo-zélandaise de construction aéronautique                      |
| PAH         | PanzerAbwerh-Hubschrauber          | Hélicoptère antichar allemand comme le BO-105                               |
| Panavia     |                                    | Consortium Anglo-Germano Italien                                            |
| PDR         | Pulse-Doppler Radar                | Radar Doppler pulsé                                                         |
| PGM         | Precision-Guided Munition          | Bombe guidée                                                                |
| PM          |                                    | Version acrobatique du Yak-18, version du MiG-19 sans canon                 |
| PQ          |                                    | Avion cible télécommandé (PQ-8)                                             |
| PQM         |                                    | Chasseur dronisé comme le PQM-102 B désigne aussi des missiles (États-Unis) |
| PRF         | Pulse Recurrence Frequency         | Radar à fréquence pulsée                                                    |
| PS          | Passazhirskii samolyot             | Avion de passagers comme le Tupolev SB (Russie)                             |
| PS          |                                    | Patrouille anti sous-marin comme le Shin Meiva PS-1 (Japon)                 |
| PZL         | Państwowe Zakłady Lotnicze         | Entreprise polonaise                                                        |

## Q
| Abréviation | Signification | Traduction en français                    |
| ----------- | ------------- | ----------------------------------------- |
| Q           |               | Préfixe pour les drones (États-Unis)      |
| QB          |               | Bombardier converti en drone (États-Unis) |
| QF          |               | Chasseur converti en drone (États-Unis)   |

## R
| Abréviation | Signification                                  | Traduction en français |
| ----------- | ---------------------------------------------- | --- |
| R           |                                                | Avion de reconnaissance (France, Royaume-Uni, Russie, États-Unis) |
| R-R         | Rolls Royce                                    | Entreprise britannique |
| RA          |                                                | Avion d'attaque modifié pour la reconnaissance par exemple le RA-5 Vigilante (États-Unis)                                                                                   |
| RAAF        | Royal Australian Air Force                     | Aviation militaire australienne |
| RAF         | Royal Air Force                                | Aviation militaire britannique |
| RAR         | Real Aperture Radar                            | Radar à ouverture réelle (voir Radar à synthèse d'ouverture) |
| RB          |                                                | Désignation suédoise des missiles |
| RB          |                                                | Bombardier modifié pour la reconnaissance, par exemple le RB-66 (États-Unis)                                                                                                |
| RC          |                                                | Avion de transport modifié pour la reconnaissance, par exemple le RC-135 (États-Unis)                                                                                       |
| RCS         | Radar cross section                            | Surface équivalente radar |
| RDF         | Radio Direction Finder                         | Radiocompas |
| RF          |                                                | Chasseur modifié pour la reconnaissance, par exemple le RF-84 Thunderjet (États-Unis)                                                                                       |
| RLM         | Reichsluftfahrtministerium                     | Ministère de l'Air du Reich |
| RNAS        | Royal Naval Air Service                        | Aéronavale britannique entre juillet 1914 et mars 1918 |
| RNAS        | Royal Navy Air Station                         | Base aérienne de la Marine britannique |
| ROVER       | Remotely Operated Video Enhanced Receiver (en) | Système de transmission de vidéo à partir d'un aéronef vers un soldat au sol                                                                                                |
| RP          |                                                | Avion de patrouille maritime modifié pour la reconnaissance, par exemple RP-3 Orion (États-Unis)                                                                            |
| RPV         | Remotely Piloted Vehicle                       | Drone |
| RSO         | Radar à synthèse d'ouverture                   | |
| RTB         | Return to base                                 | Retour à la base |
| RTBA        | Réseau Très Basse Altitude                     | Le RTBA est un ensemble de zones réglementées reliées entre elles et destiné aux vols d’entrainement à très basses altitude et à très grande vitesse des avions la Défense. |
| RTF         |                                                | Chasseur d'entrainement modifié comme avion de reconnaissance (États-Unis)                                                                                                  |
| RTF         | Ready to fly (en)                              | Se dit d'un avion ou hélicoptère livré prêt à prendre l'air. |
| RVL         | Radar à visée latérale                         | |
| RVR         | Runway visual range                            | Distance de visibilité de la piste |
| RU          |                                                | Mission spéciale (États-Unis) |

## S
| Abréviation | Signification                                                                | Traduction en français                                                                    |
| ----------- | ---------------------------------------------------------------------------- | ----------------------------------------------------------------------------------------- |
| S           | Strike                                                                       | Avion de frappe comme le Buccaneer S.2 (Royaume-Uni)                                      |
| S           | Anti-Submarine                                                               | Avion anti sous-marin comme le S-3 Viking (États-Unis)                                    |
| SAAF        | South African Air Force                                                      | Aviation Sud-Africaine                                                                    |
| SAC         | Strategic Air Command                                                        | Commandement aérien stratégique américain                                                 |
| SALS        | Service de l’Aviation Légère et Sportive                                     | Service de la DGAC                                                                        |
| SAM         | Surface-to-Air Missile                                                       | Missile anti-aérien                                                                       |
| SAR         | Search And Rescue                                                            | Recherche et sauvetage                                                                    |
| SAR         | Synthetic Aperture Radar                                                     | Radar à synthèse d'ouverture                                                              |
| SCALP-EG    | Système de croisière conventionnel autonome à longue portée — emploi général |                                                                                           |
| SEPECAT     | Société Européenne de Production de l'Avion École et Combat Appui Tactique   |                                                                                           |
| SEP         | Safran Electrical and Power                                                  | Société du groupe Safran spécialisée dans l'équipement électrique.                        |
| SER         | Surface équivalente radar                                                    |                                                                                           |
| SF          |                                                                              | Version de reconnaissance d'un avion suédois (Suède)                                      |
| SGACC       | Secrétariat général à l'Aviation civile et commerciale                       | Prédécesseur de la DGAC                                                                   |
| SH          |                                                                              | Hélicoptère anti sous-marin par exemple le SH-60 Seahawk (États-Unis)                     |
| SH          |                                                                              | Version de reconnaissance et d'attaque maritime, par exemple le Saab SH 37 Viggen (Suède) |
| SIA         |                                                                              | Service de l'Information Aéronautique                                                     |
| Sk          |                                                                              | Version d'entraînement (Suède)                                                            |
| SLAM        | Stand-off Land Attack Missile (en)                                           | Missile air-sol américain à longue portée                                                 |
| SLAM ER     | Stand-off Land Attack Missile Expanded Response (en)                         | Missile air-sol américain à longue portée à détection améliorée                           |
| SLAR        | Sideways-Looking Airbone radar                                               | Radar embarqué à visée latéral                                                            |
| SLEP        | Service Life Extension Programme                                             | Programme de mise à jour en cours de carrière                                             |
| SNECMA      | Société nationale d'étude et de construction de moteurs d'avions             | Aujourd'hui connue sous le nom de "Safran" après sa fusion avec SAGEM.                    |
| SP          |                                                                              | Patrouilleur modifié pour la lutte anti sous-marin (États-Unis)                           |
| SPS         |                                                                              | Version du MiG-21 équipé de volets soufflés (Russie)                                      |
| SPS         |                                                                              | Version de surveillance électronique du Tu-16                                             |
| SR          | Strategic Reconnaissance                                                     | Avion de reconnaissance stratégique, par exemple le SR-71 Blackbird (États-Unis)          |
| SRAM        | Short-Range Attack Missile                                                   | Missile américain à courte portée                                                         |
| SRS         | Strategic Reconnaissance Squadron                                            | Escadron de reconnaissance stratégique                                                    |
| SRW         | Strategic Reconnaissance Wing                                                | Unité de reconnaissance stratégique                                                       |
| STA         | Scheduled time of arrival                                                    | Heure d'arrivée programmé                                                                 |
| STAé        | Service technique de l'aéronautique                                          | Service technique du ministère de l'Air français                                          |
| STD         | Scheduled time of departure                                                  | Heure de départ programmé                                                                 |
| STOL        | Short Take-Off and Landing                                                   | Avion à décollage et atterrissage court                                                   |
| STOVL       | Short Take-Off Vertical Landing                                              | Décollage court et atterrissage vertical                                                  |
| Su          | Sukhoi                                                                       | Bureau d'étude Soukhoï (Russie)                                                           |

## T
| Abréviation | Signification                                   | Traduction en français |
| ----------- | ----------------------------------------------- | --- |
| T           | Trainer                                         | Avion d'entraînement (Royaume-Uni, États-Unis, Japon)                                                                                  |
| T           |                                                 | Équipé de torpille(s) (Russie) |
| T           |                                                 | Transport (Espagne) |
| TA          |                                                 | Version d'entraînement d'un avion d'attaque comme le TA-4S Super Skyhawk (États-Unis)                                                  |
| TAC         | Tactical Air Command                            | Commandement aérien tactique |
| TACAMO      | TAke CHarge And Move Out                        | Système de communication américain prévu pour fonctionner durant une guerre nucléaire                                                  |
| TACAN       | Tactical Air Navigation                         | Système de navigation aérienne militaire                                                                                               |
| TAWS        | Terrain Warning Awareness Systems               | Système d'alerte de proximité sol |
| TCAS        | Traffic Collision Avoidance Systems             | Système d'alerte de trafic et d'évitement de collision                                                                                 |
| TE          |                                                 | Version d'entraînement d'un avion électronique (États-Unis)                                                                            |
| TF          |                                                 | Version d'entraînement d'un chasseur (États-Unis)                                                                                      |
| TFS         | Tactical Fighter Squadron                       | Escadron de chasseurs tactiques |
| TFW         | Tactical Fighter Wing                           | Escadre de chasse américain dédié à l'attaque au sol et à l'interception à basse et moyenne altitude comme la 366e escadre par exemple |
| TH          |                                                 | Version d'entraînement d'un hélicoptère comme le TH-1L Iroquois (États-Unis)                                                           |
| TMA         | Terminal Manoeuvring Area                       | Région de contrôle terminale |
| TOW         | Tube-launched, Opticaly-tracked, Wire-Guided    | Missile antichar filoguidé américain                                                                                                   |
| TsAGI       | Централный Аерогидродинамический Институт, ЦАГИ | Institut central d'aérohydrodynamique                                                                                                  |
| TSSAM       | Tri-Service Standoff Attack Missile             | Missile de croisière interarmes américain                                                                                              |
| TTH         | Troop Transport Helicopter                      | Hélicoptère de transport de troupes |
| TTH         | Tactical Transport Helicopter                   | Version de transport tactique du NH90                                                                                                  |
| Tu          | Tupolev                                         | Bureau d'étude Tupolev (Russie) |

## U
| Abréviation | Signification                              | Traduction en français                                                                      |
| ----------- | ------------------------------------------ | ------------------------------------------------------------------------------------------- |
| U           | Utility                                    | Avion utilitaire, comme le Cessna 208 Caravan (États-Unis)                                  |
| U           | Uchebny                                    | Avion d'entraînement comme le Polikarpov U-2 (Russie)                                       |
| UH          | Utility helicopter                         | Hélicoptère utilitaire, comme le Bell UH-1 Iroquois (États-Unis)                            |
| UHF         | Ultra-Hight Frequency                      | Ultra haute fréquence                                                                       |
| US          |                                            | Transport utilitaire (États-Unis)                                                           |
| USAF        | United States Air Force                    | Aviation américaine                                                                         |
| USMC        | United States Marine Corps                 | Corps des Marines, possède des unités aériennes indépendamment de l'USAF et de la Navy (US) |
| USN         | United States Navy                         | Marine américaine                                                                           |
| UTI         | Uchebno-trenirivochnyi Istrebitel          | Chasseur d'entraînement comme le MiG-15 UTI (Russie)                                        |
| UTTAS       | Utility Tactical Transport Aircraft System | Programme d'avion de transport tactique ayant mené au choix du SH-60 Seahawk                |

## V
| Abréviation | Signification                   | Traduction en français                                                            |
| ----------- | ------------------------------- | --------------------------------------------------------------------------------- |
| VA          |                                 | Escadron d'attaque de l'US Navy                                                   |
| VAQ         |                                 | Escadron de guerre électronique de l'US Navy comme le VAQ-142 Gray Wolves (en)    |
| VAW         |                                 | Escadron de surveillance aérienne de l'US Navy comme le VAW-115                   |
| VC          |                                 | Avion de transport de personnalités comme le Boeing VC-25 (États-Unis)            |
| VF          |                                 | Escadron de chasse de l'US Navy comme le VF-213 Blacklions (en)                   |
| VFR         | Visual Flight Rules             | Vol à vue                                                                         |
| VH          |                                 | Hélicoptère de transport de personnalités comme le VH-60 D Nighthawk (États-Unis) |
| VHF         | Very High Frequency             | Très haute fréquence                                                              |
| VLF         | Very Low Frequency              | Très basse fréquence                                                              |
| VMA         |                                 | Escadron d'attaque de l'US Marine Corps comme le VMA-311 Tomcats                  |
| VMF         |                                 | Escadron de chasseurs de l'US Marine Corps comme le VMF-142 (en)                  |
| V-PVO       | Войска ПВО                      | Force de défense anti-aérienne (Russie)                                           |
| VOR         | VHF Omnidirectional Range       | Système de positionnement radioélectrique                                         |
| VT-A        | Voenno transportnaya Aviatsiya  | Aviation de transport russe                                                       |
| VTOL        | Vertical Take-Off and Landing   | Appareil à décollage et atterrissage vertical                                     |
| V-VS        | Voïenno-vozdouchnye sily Rossiï | Armée de l'air russe                                                              |

## W
| Abréviation | Signification                          | Traduction en français                                                                                                |
| ----------- | -------------------------------------- | --- |
| WB          |                                        | Avion bombardier modifié en avion d'observation météorologique comme le Boeing WB-50 Superfortress (États-Unis)       |
| WC          |                                        | Avion de transport modifié en avion d'observation météorologique comme le Boeing WC-135 Constant Phoenix (États-Unis) |
| WCMD        | Wind-Corrected Munition Dispenser (en) | Dispersion des munitions avec correction du vent                                                                      |
| WP          |                                        | Avion patrouilleur modifié en avion d'observation météorologique comme le Lockheed WP-3D Orion (États-Unis)           |
| WU          |                                        | Avion utilitaire modifié en avion d'observation météorologique comme le Lockheed WU-2 (États-Unis)                    |

## X
| Abréviation | Signification | Traduction en français                          |
| ----------- | ------------- | ----------------------------------------------- |
| X           |               | Préfixe des avions expérimentaux                |
| XFV         |               | Chasseur STOL ou VTOL expérimental (États-Unis) |

## Y
| Abréviation | Signification | Traduction en français                                                              |
| ----------- | ------------- | ----------------------------------------------------------------------------------- |
| Y           |               | Préfixe des avions en développement et évaluation                                   |
| YAH         |               | Hélicoptère d'attaque en évaluation comme le Bell YAH-63 (en) (États-Unis)          |
| YC          |               | Transport en évaluation comme le Boeing YC-14 (États-Unis)                          |
| YF          |               | Chasseur en évaluation comme le Lockheed YF-22 (États-Unis)                         |
| YO          |               | Avion d'observation en évaluation comme le Lockheed YO-3A Quiet Star (États-Unis)   |
| YUH         |               | Hélicoptère utilitaire en évaluation comme le Boeing Vertol YUH-61 (en)(États-Unis) |